# 유엔 총회 결의
유엔 총회 결의 또는 국제 연합 총회 결의(國際聯合總會決議, 영어: United Nations General Assembly resolution, 프랑스어: Résolution de l'Assemblée générale des Nations unies)는 유엔 총회에서 유엔의 모든 회원국의 투표로 결의된다.
총회 결의는 통과되기 위해, 통상적으로 과반수의 찬성이 필요하다. 그러나 총회가 "중대한 안건"으로 결정하면, 통과되기 위해 2/3의 찬성이 필요하다. "중대한 안건"이란, 유엔의 새로운 회원국으로의 가입, 회원국의 권한 정지과 제명, 신탁 통치 활동, 또는 예산 안과 같이 국제 평화와 안전의 유지를 위해 중대하게 다루어져야 할 안건을 말한다.

## 권고
유엔 총회를 포함한 모든 국제기구의 결의는 권고적 효력만 있을 뿐 법적 구속력은 없는 것이 원칙이나, 압도적 찬성 또는 만장일치로 결의된 것은 국제관습법이 성립한 것으로 보아 비회원국을 포함한 전 세계 모든 국가에 대해 법적 구속력이 있다고 본다. 또한 내부적인 결의안들은 예를 들어 예산과 절차 문제 등에 관해서는 총회 자체의 활동에 구속력을 지닐 수 있다.

## 주요 결의
- 세계인권선언 : 유엔 총회 결의 217호 A (III). 1948년 12월 10일 채택. 337개 언어로 번역될 정도로 가장 많이 번역된 총회 결의이다.
- 대한민국 : 
  - 1947년 9월 17일 '한국 독립' 문제를 제2차 유엔 정기총회에 안건으로 제출하였다. 결국 11월 14일 '남북 총선거안'을 유엔 총회 결의 제112호로서 채택(찬성 43 반대 0, 기권6)하였다.
  - 1948년 총회에서는 한국 내 외국군대의 철수가 결의되었다.[1] 1949년 10월 21일 유엔 총회 결의 제293호 (IV) 한국의 독립 문제에서 대한민국이 합법적으로 건국된 정부임을 선언하였다. 결의 원문[깨진 링크(과거 내용 찾기)] 참조. 1953년 8월 28일 제7차 유엔 총회는 결의 711호를 통해 휴전협정을 인준하고 협정 4조60항이 건의한 대로 한반도 통일을 위한 정치회의가 개최되는 것을 환영한다고 선언했다.[2]
- 유엔 총회 결의 제2758호 : 중화인민공화국을 중국의 대표로 삼고, 장제스의 대표의 기존 자격을 박탈하였다. 중화민국은 이 결의에 반대해 유엔에서 탈퇴하였다.
- 장애인 권리 선언
- 팔레스타인 분할안
- 식민지 독립부여선언

### 기타 결의 목록
- 유엔 총회 결의 제1호 (I)
- 유엔 총회 결의 제112호
- 유엔 총회 결의 제195호
- 유엔 총회 결의 제2625호
- 유엔 총회 결의 제2758호
- 유엔 총회 결의 제293호
- 유엔 총회 결의 제377호
- 유엔 총회 결의 제498호
- 유엔 총회 결의 제500호
- 유엔 총회 결의 68/262
- 유엔 총회 결의안 ES-10/21
- 유엔 총회 결의안 ES-10/23
- 유엔 총회 결의 62/167

## 같이 보기
- 유엔 결의